# British-Eagle-Flug 802 (1968)
Auf dem British-Eagle-Flug 802 (Flugnummer: EG802) verunglückte am 9. August 1968 eine Vickers Viscount. Das Flugzeug stürzte bei Langenbruck (heute ein Ortsteil von Reichertshofen), etwa 20 km südlich von Ingolstadt, auf die Bundesautobahn 9. Bei dem Unfall kamen alle 48 Insassen ums Leben.

## Unfallhergang
Die Vickers Viscount 700 der British Eagle International Airlines sollte ursprünglich um 09:30 GMT in London-Heathrow zum Linienflug nach Innsbruck-Kranebitten starten. Der Start verzögerte sich aber wegen eines Unwetters, so dass die Maschine erst um 10:37 GMT abhob. Um 12:52 GMT (Ortszeit in Deutschland +1) wurde Flug EG802 von der Flugsicherung in München-Riem begrüßt. Die Antwort der Besatzung war der letzte Kontakt mit dem Flugzeug. Um 13:03 GMT überflog die Maschine das ungerichtete Funkfeuer (NDB) Mike. Die kurz darauf gegebene Erlaubnis, die Flugfläche zu wechseln, wurde nicht mehr quittiert. Schließlich trat das Flugzeug 16–20 Kilometer südlich von NDB Mike in einen vom Radar nicht erfassten Bereich ein und verschwand von den Radarschirmen. Um 13:29 GMT schlug das Flugzeug 13 Kilometer nördlich von NDB Mike auf der A 9 bei Kilometer 472,2 auf. Alle 48 Insassen kamen dabei ums Leben.
Die Opfer wurden in einem Gemeinschaftsgrab auf dem Friedhof von Langenbruck beigesetzt.

## Ursache

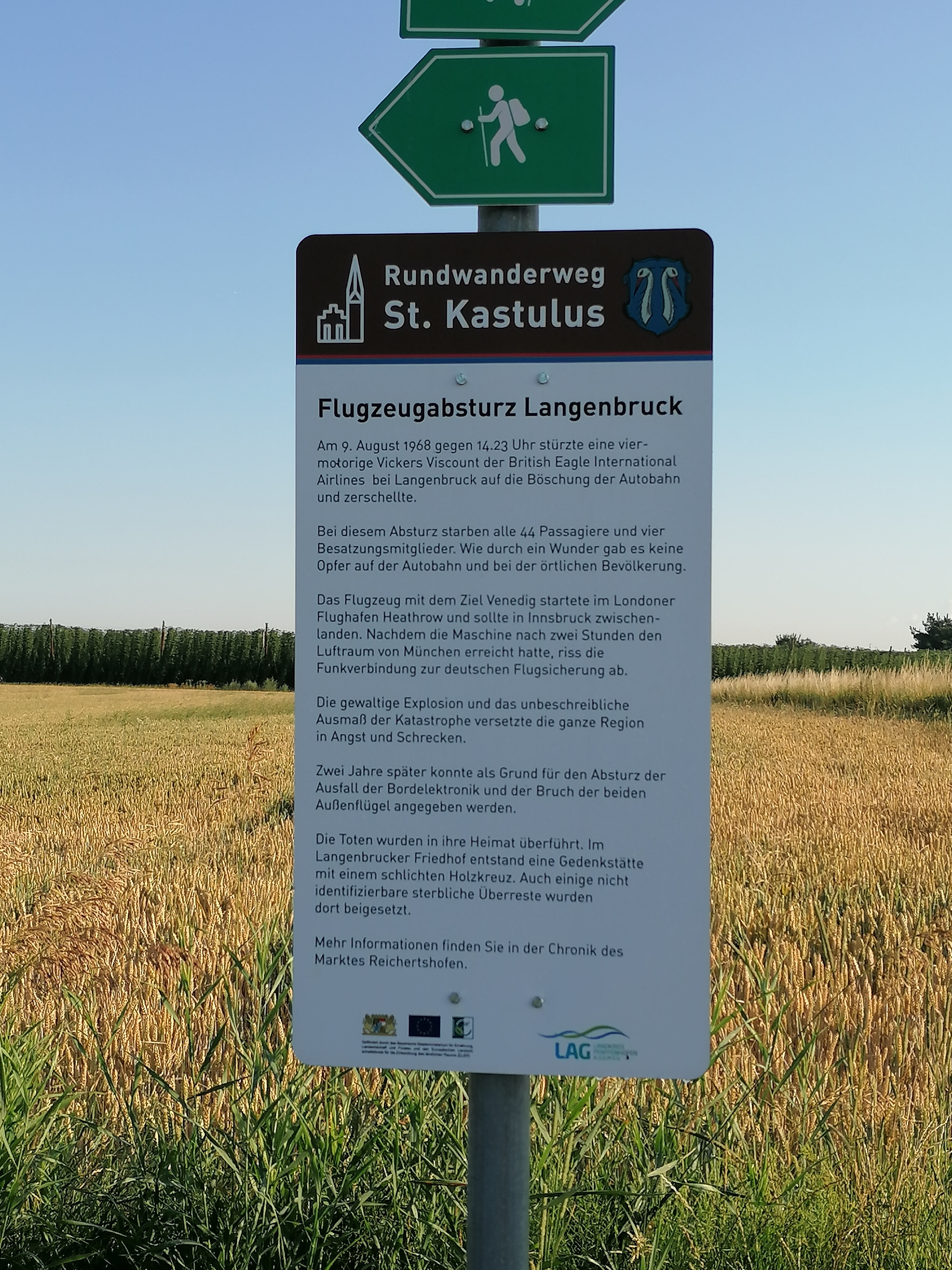
Infotafel über den Flugzeugabsturz bei Langenbruck

In der Gegend herrschte zu diesem Zeitpunkt dichte Bewölkung und schlechte Sicht. In den 5 Monaten vor dem Unfall war bei der G-ATFN zwölfmal die Bordstromversorgung ausgefallen, zuletzt nur wenige Tage vor dem Absturz. Vermutlich verlor die Besatzung nach einem Ausfall der Bordelektrik die Orientierung und brachte die Maschine in einen Flugzustand, der diese überlastete. Daraufhin brachen die Enden der Tragflächen ab (je etwa 5,50 m lang) und auch Teile des Höhenruders lösten sich. Die Tragflächen wurden etwa 1900 m, die Teile des Höhenruders einige hundert Meter von der Unfallstelle entfernt gefunden.